# II. Gottfried alsó-lotaringiai herceg
II. Gyermektelen Gottfried alsó-lotaringiai herceg (965 k. – 1023. szeptember 26.), Gottfried, verduni és hainauti gróf fia, apja halála után 1002-től verduni gróf, majd 1012-től, Ottó herceg halála után, alsó-lotaringiai herceg.
Ottó halála után II. Henrik német-római császár adományozta neki a hercegi címet Gerard cambrai püspök ajánlására.Kinevezésekor az elsődleges szempont volt, hogy a hercegségnek erős katonai irányítóra volt szüksége, aki rendet teremtett és stabilizálta a Német-római Birodalom nyugati határvidékét. Emellett Gottfriedet a német-római császár hű alattvalójaként tartották számon és számíthatott testvérei, Gozelo antwerpeni őrgróf és Herman ename-i őrgróf támogatására.
1012-ben, hercegi kinevezésekor testvérének, Frederiknek adta a verduni grófságot. A hercegi címért mások is pályáztak, ellenfeleli I. Lambert leuveni gróf és IV. Reginár hainaut-i gróf voltak. Ellenfelei szövetséget kötöttek, de 1015. szeptember 12-én Florennes közelében Gottfried vereséget mért rájuk, megölte Lambertet és békét kényszerített Reginárra. Reginár később feleségül vette Matildát, Gotffried unokahúgát (Herman bátyja lányát), és örökölte az ename-i őrgrófságot.
Később Gottfried vitába keveredett Gerard metz-i gróffal, akit 1017. augusztus 17-én számbeli fölénye ellenére legyőzött. 1018-ban ő volt a német-római császári seregek parancsnoka, amelyek Vlaardingen-nél legyőzték III. Dirk holland grófot. 1023-as halála után öccse, Gozelo örökölte a hercegi címet.